# マリンチェの子
マリンチェの子（Los hijos de la Malinche）とは、メキシコに於けるメスティーソへの侮辱的な呼称。主としてインディオによって用いられるが、メスティーソの間で自虐的に用いられることもある。

## 由来
スペイン人とインディオとの間の混血であるメスティーソという民族集団はスペインがメキシコを征服し、植民地支配したことに由来する。征服者と被支配者という力関係からメスティーソの多くは主にスペイン人男性が社会的影響力を用いてインディオ女性を隷属させ、その結果として生ませた子供であり、最も初期の段階では征服に伴うレイプによる混血児であった。このためメスティーソはインディオから征服者に純血を汚された存在として疎まれ、コルテスの妾であるマリンチェがメスティーソを産んだことから、メスティーソ全体を指してマリンチェの子（即ち征服者に媚び諂い犯された女の子孫）として蔑む風潮が生まれた。
マリンチェの子としてのメスティーソ認識は当初先住民にのみ特有であったが、メキシコが独立しナショナリズムが高揚するにつれ、またメスティーソの数が増加しメキシコ社会の多数派を形成するにつれ次第にメスティーソ自身の間にも広まっていった。メスティーソにとって自らをマリンチェの子とみなすことは、とりもなおさず自分たちが征服者のスペイン人でもなく、かといってこの国固有の民族インディオにもなれない存在であると認めることであり、スペインからの独立によりメキシコ固有のアイデンティティを模索する知識人にとっては避けて通れない課題であった。メスティーソ、ひいてはメキシコ人のアイデンティティはスペイン人の側にあるべきなのか、インディオの側にあるべきなのか、それともそのどちらでもないのかはメキシコ国家が現在まで直面している課題の一つである。